# Universitatea Northwestern
Universitatea Northwestern (în engleză Northwestern University, abreviată NU) este o universitate de cercetare privată, situată în Evanston, Illinois. Instituția a fost fondată în 1851 de nouă bărbați al căror scop a fost de a stabili o universitate care să deservească Teritoriul de Nord-Vest. Universitatea este membru fondator al Big Ten Conference și rămâne singura universitate privată în conferință.
Evaluată la 11,1 miliarde de dolari, instituția este în prezent a opta cea mai bogată universitate din Statele Unite ale Americii. În fiecare an, numeroasele programe de cercetare aduc venituri de aproape 800 de milioane de dolari.
Campusul principal al NU ocupă o suprfață de 97 de hectare de-a lungul Lacului Michigan în Evanston, la 12 km nord de centrul orașului Chicago. Facultățile de studii medicale, profesionale și de drept, împreună cu Spitalul Northwestern Memorial, sunt situate într-un campus de 10 hectare în cartierul Streeterville din Chicago. În 2008, universitatea a deschis un campus în Education City, în Doha, Qatar, cu programe în jurnalism și comunicare. În 2016, NU a deschis un spațiu în San Francisco, California, la 44 Montgomery Street, care găzduiește programe de jurnalism, inginerie și marketing.

## Absolvenți

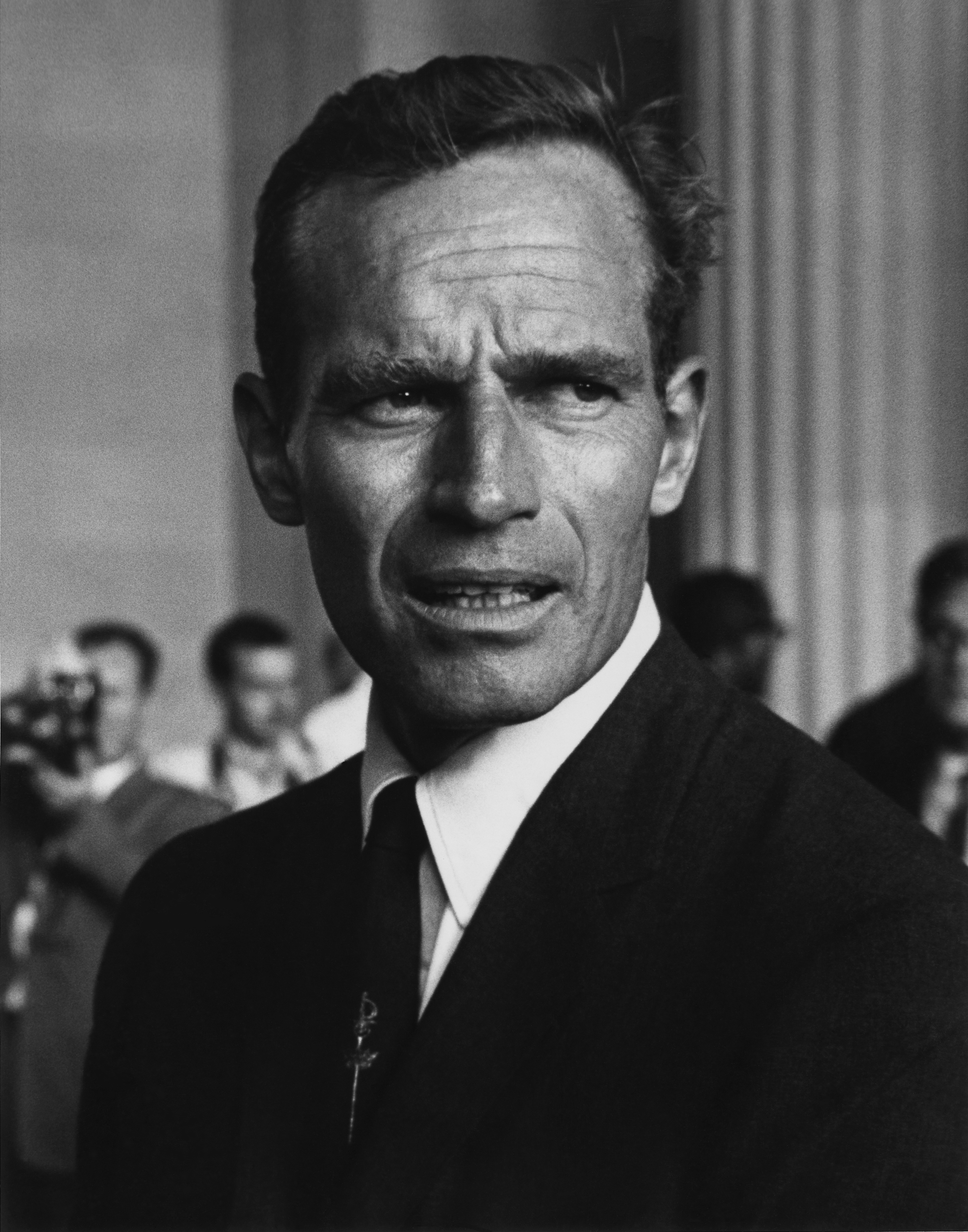
Charlton Heston, actor câștigător al Premiului Academiei, președinte al National Rifle Association of America, B.S. '45

NU are peste 225.000 de absolvenți în întreaga lume. Absolvenții sunt notabili în multe domenii, precum afaceri, guvernanță, drept, știință, educație, medicină, media, artele spectacolului. Printre cei mai notabili absolvenți se numără senatorul și candidatul prezidențial George McGovern, economistul laureat al Premiului Nobel George J. Stigler, romancierul laureat al Premiului Nobel Saul Bellow, compozitorul laureat al Premiul Pulitzer Ned Rorem, compozitorul multi-decorat Howard Hanson, viceprim-ministru al Turciei Ali Babacan, istorica și romanciera Wilma Dykeman, sociologul și consilierul CEPAL Fernando Filgueira și Abraham Vereide. Printre absolvenții de drept se numără judecătorul asociat al Curții Supreme de Justiție John Paul Stevens, judecătorul Curții Supreme de Justiție și Ambasadorul la Națiunile Unite Arthur Joseph Goldberg, primarul orașului Chicago Harold L. Washington și guvernatorul de Illinois și candidatul la alegerile prezidențiale Adlai Stevenson. Mulți absolvenți ai NU au ocupat poziții importante în Chicago și Illinois, precum fostul guvernator al statului Illinois și infractor condamnat Rod Blagojevich, proprietarul Chicago Bulls și Chicago White Sox Jerry Reinsdorf și regizoarea de teatru Mary Zimmerman. David J. Skorton este șef al Smithsonian, Rahm Emanuel, primar în Chicago și fost Șef de Cabinet al Casei Albe, a obținut un masterat în Discurs și Comunicare în 1985. Fostul avocat, primar/consilier în Cincinnati, candidat la funcția de guvernator al Ohio, prezentator de știri/comentator și gazdă TV Jerry Springer este absolvent al Facultății de Drept. Între universitățile din SUA, NU ocupă locul al optulea în topul numărului de absolvenți miliardari.

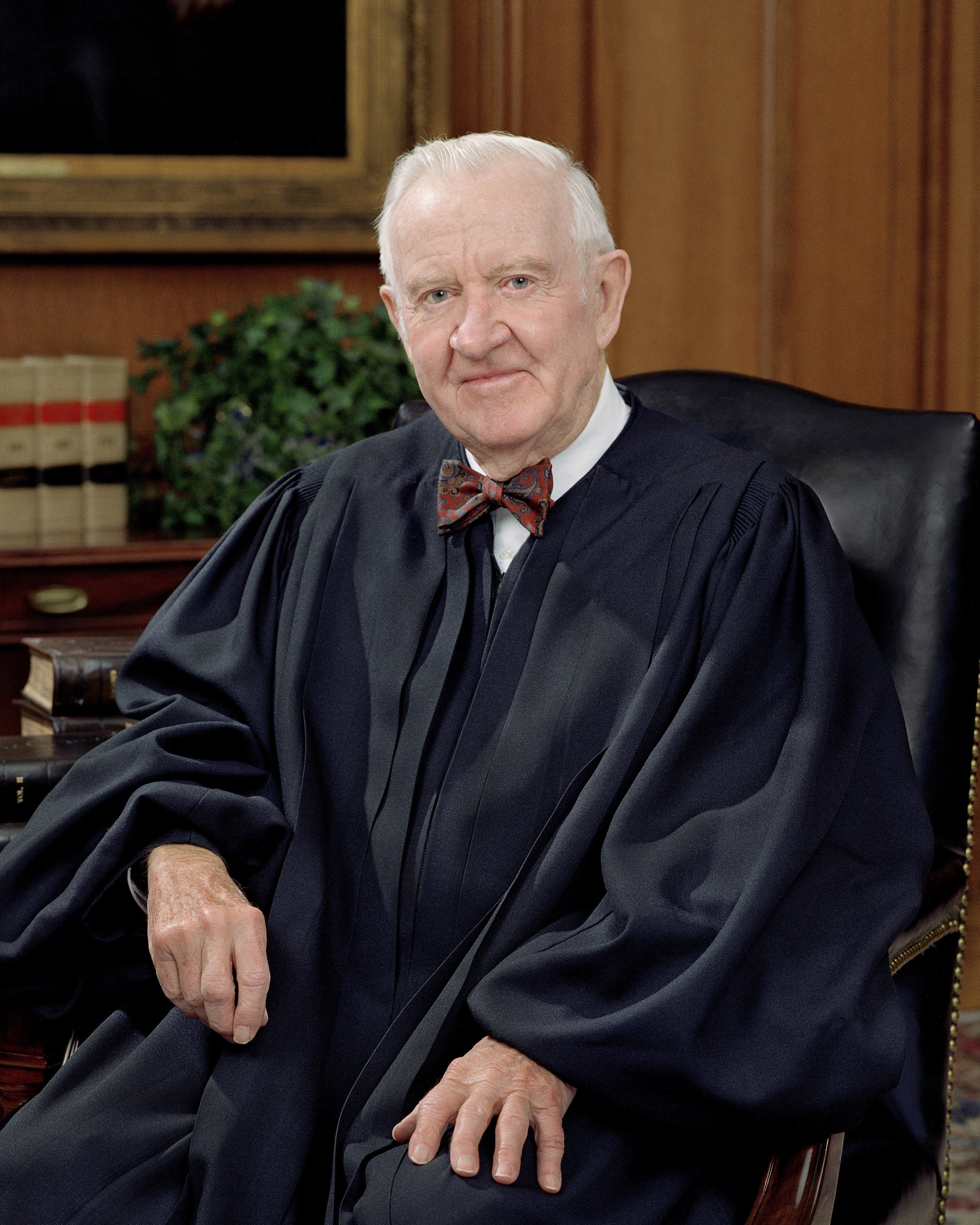
John Paul Stevens, Judecător la Curtea Supremă a Statelor Unite, J.D. '47

Facultatea de Comunicare a fost deosebit de fructuoasă în numărul absolvenți care au devenit actori, actrițe, dramaturgi și scriitori de film și televiziune și regizori. Absolvenții care și-au pus amprenta în film și televiziune îi includ pe Ann-Margret, Warren Beatty, Jodie Markell, Paul Lynde, David Schwimmer, Anne Dudek, Zach Braff, Zooey Deschanel, Marg Helgenberger, Julia Louis-Dreyfus, Meghan Markle, Jerry Orbach, Jennifer Jones, Megan Mullally, John Cameron Mitchell, Dermot Mulroney, Charlton Heston, Richard Kind, Ana Gasteyer, Brad Hall, Shelley Long, William Daniels, Cloris Leachman, Bonnie Bartlett, Paula Prentiss, Richard Benjamin, Laura Innes, Charles Busch, Stephanie March, Tony Roberts, Jeri Ryan, Kimberly Williams-Paisley, McLean Stevenson, Tony Randall, Charlotte Rae, Patricia Neal, Tom Virtue, Nancy Dussault, Robert Reed, Mara Brock Akil, Greg Berlanti, Bill Nuss, Dan Shor, Seth Meyers, Peter Spears, Frank DeCaro, Zach Gilford, Nicole Sullivan, Stephen Colbert, Billy Eichner, Sandra Seacat și Garry Marshall. Regizori care au absolvit de la Nord-vest sunt Gerald Freedman, Stuart Hagmann, Marshall W. Mason, Allison Burnett și Mary Zimmerman. Lee Phillip Bell a găzduit un talk-show în Chicago din 1952 până în 1986 și a co-creat telenovelele premiate Emmy Tânăr și neliniștit în 1973 și Dragoste și putere în 1987. Absolvenți precum Sheldon Harnick, Stephanie D'Abruzzo, Heather Headley, Kristen Schaal, Lily Rabe și Walter Kerr s-au distins pe Broadway, precum și designerul Bob Mackie. Teatru de comedie Boom Chicago din Amsterdam a fost fondat de absolvenți NU, iar școala a devenit o sursă pentru viitoarele talente The Second City, I.O., ComedySportz, Mad TV și Saturday Night Live. Tam Spiva a scris scenarii pentru The Brady Bunch și Gentle Ben. În New York, Los Angeles și Chicago, numărul de absolvenți NU care sunt implicați în teatru, film și televiziune este atât de mare, încât s-a creat o percepție cum că există o „mafie Northwestern”.
Facultatea de Medicină a produs mulți absolvenți notabili, printre care:
- Mary Harris Thompson, promoția 1870, ad eundem, prima femeie chirurg din Chicago, prima femeie chirurg la Spitalul Cook și fondatoare a Spitalului Mary Thomson,
- Roswell Park, promoția 1876, chirurg în cinstea căruia a fost numit Roswell Park Cancer Institute din Buffalo, New York, Daniel Hale Williams, promoția 1883, care a realizat prima intervenție chirurgicală pe cord deschis cu succes în America,
- Charles Horace Mayo, promoția 1888, co-fondator al Clinicii Mayo, singurul membru al Colegiului American al Chirurgilor,
- Carlos Montezuma, promoția 1889, unul dintre primii amerindieni care a primit diplomă de Doctor în Medicină și fondator al Societății Indienilor Americani;
- Howard T. Ricketts, promoția 1897, care a descoperit bacteriile din genul Rickettsia și a identificat cauza și metodele de transmitere a febrei pătate a Munților Stâncoși,
- Allen B. Kanavel, promoția 1899, fondator, regent și președinte al Colegiului American al Chirurgilor, recunoscut pe plan internațional ca fondatorul modern al neurochirurgiei periferice;
- Robert F. Furchgott, promoția 1940, beneficiar al Premiului Lasker în 1996 și Premiului Nobel pentru Fiziologie sau Medicină 1996 pentru co-descoperirea oxidului nitric;
- Thomas E. Starzl, promoția 1952, care a efectuat cu succes primul transplant de ficat în 1967 și a primit Medalia Națională de Știință în 2004 și Premiul Lasker în 2012;
- Joseph P. Kerwin, primul medic în spațiu, a zburat în misiunea Skylab 2 și mai târziu a devenit director al departamentului Spațiu și Științe ale Vieții de la NASA;
- C. Richard Schlegel, promoția 1972, a dezvoltat un vaccin împotriva papilomavirusului uman (administrat ca Gardasil) pentru a preveni cancerul de col uterin;
- David J. Skorton, promoția 1974, cardiolog care a devenit președinte al Universității Cornell în 2006;
- Andrew E. Senyei, promoția 1979, inventator, investitor și antreprenor, fondator de companii de biotehnologie și genetică.

Absolvenți ai NU implicați în muzică îi includ pe Steve Albini, Thomas Tyra, Andrew Bird, Robert Davine, Joshua Radin, Frederick Swann, Augusta Read Thomas, Gilbert Harry Trythall, membrii Arcade Fire, The Lawrence Arms, Pharrell Williams, Chavez, Dawen și OK Go.
Printre atleții absolvenți ai NU se numără sprintera Betty Robinson, Rick Sund (NBA), Billy McKinney (NBA), Mark Loretta (MLB), Joe Girardi (MLB), Luis Castillo (NFL), Ernie Adams (NFL), Paddy Driscoll (NFL), Otto Graham (NFL), Mike Adamle (NFL), Mike Kafka (NFL), Trevor Siemian (NFL), Luke Johnsos (NFL), Matt Grevers (de șase ori medaliat olimpic), Irv Cross (NFL) și Luke Donald.